# Esegé
Segundo García González (Balazote, Albacete, 1958-18 de mayo de 2021) que firmaba como Esegé, fue un historietista español, adscrito a la tercera generación o generación del 70 de la Escuela Bruguera, junto a autores como los hermanos Fresno, Joan March o Rovira.

## Biografía
Esegé inició su carrera profesional en el TBO, donde entre 1977 y 1979 produjo la sección Habichuela junto a Paco Mir, Sirvent, Tha y T.P. Bigart.
A partir de 1981, continuó en Mortadelo la serie Neronius, que había sido creada como Résidus, tyran de Rome por Blareau y Pierre Guilmard. Contó para ello con la colaboración de varios guionistas como Jesús de Cos.
Tras el cierre de Bruguera, trabajó para Garibolo de CGE (Tito Sidecar, Pomponius Triponum) y Zipi y Zape de Ediciones B (Don Pyme, Parsley).
Ha publicado El Dinosaurio Jeremías en El Periódico de Catalunya y ha podido vérsele también en obras colectivas como Cien cómics con aspirina. Su última serie fue El Pequeño Quijote (2005) para la revista infantil Mister K de Ediciones El Jueves.